# Хемон, Александр
Александр Хемон (босн. Aleksandar Hemon, 9 сентября 1964 года, Сараево, тогда Югославия) —  американский писатель боснийского происхождения, публицист; пишет на английском языке.

## Биография
Отец — наполовину украинского происхождения (дед писателя приехал в Боснию с Западной Украины во время Первой мировой войны), мать — боснийская сербка. Окончил университет в Сараево, начал публиковаться в 1990 году. В 1992 году приехал туристом в Чикаго, решил остаться в США после начала Боснийской войны. Английского языка почти не знал. Сменил несколько профессий, начал писать по-английски, первая публикация – в 1995 году. Печатался в газете The New York Times, журналах The New Yorker, Esquire, The Paris Review, Granta и др. Ведёт авторскую колонку в сараевском журнале BH Dani (Дни Боснии и Герцеговины, на боснийском языке). Живёт в Чикаго.
Лауреат нескольких американских литературных премий. Книги Хемона переведены на основные европейские языки.

## Произведения
- The Question of Bruno, повесть и  рассказы (2000)
- Человек ниоткуда / Nowhere Man, роман в новеллах (2002)
- Проект «Лазарь» / The Lazarus Project, роман (2008, отмечен New York Magazine как книга года, премия Яна Михальского, Франция, 2010; рус. пер. 2011)
- Love and Obstacles, новеллы (2009)
- The World and All That it Holds, роман (2023)

Публикации на русском языке
- Слепой Йозеф Пронек, рассказ
- Дирижёр, рассказ